# Funcionari
Un funcionari és una persona que treballa per a la funció pública (representant l'administració pública). Es pot accedir a la feina mitjançant unes proves específiques (oposicions, exàmens nacionals), amb uns estudis determinats o per pertinença a un cos o llinatge concret, com passava a les corts antigues, especialment la xinesa. Un funcionari té un lloc de treball més estable que un empleat del sector privat (en molts països el càrrec és vitalici) i sovint compta amb certs drets preferents (millor accés a la sanitat, rebaixes fiscals, horari...) que varien segons les lleis associades a cada país. Justament per aquest caràcter de representant del poder i per les seves condicions laborals, l'exercici del funcionariat és sovint incompatible amb altres professions.
La funció pública és un dels instruments per a la gestió i la realització dels interessos públics que té encomanats l'Administració. La constitueix el conjunt de persones que hi treballen mitjançant una relació professional sotmesa al dret administratiu o laboral, retribuïda i de caràcter especial per raó del servei públic que realitzen. Les persones que integren la funció pública són els principals agents de la gestió i el desenvolupament del servei públic de l'Administració.